# Valen Hsu
Valen Hsu Ru Yun (Chino tradicional: 许茹芸; chino: 许茹芸, pinyin: Xǔ Rúyún, Taipéi, 20 de septiembre de 1974) es una cantante, compositora y actriz taiwanesa, ampliamente conocida como Xiu Xiu en Asia, por ser intérpretes de baladas de amor que obtuvo el apodo de la Reina de las canciones del amor. Sus canciones son en su mayoría son cantandos en mandarín, cantonés, con algunas excepciones.

## Biografía
Valen comenzó a tocar el piano a la edad de 4 años, y siguió una formación clásica. Fue descubierta en 1993 durante los años de su escuela, mientras trabajaba en un restaurante en Taipéi. Se le ofreció entonces un contrato con la discográfica taiwanesa What's Music, donde comenzó a grabar su álbum comercial por primera vez a la edad de 19 años.

## Discografía
- Junio 1995 - Tau Hao (討好)
- Marzo 1996 – Lei Hai (Mare di lacrime) (淚海)
- Septiembre 1996 – Ru Guo Yun Zhi Dao (Se la nuvola sapesse) (如果雲知道)
- Noviembre 1996 - Neighbor (鄰居) - Singolo di Fan Club
- Junio 1997 – Ri Guang Ji Chang (Aeroporto del sole) (日光機場)
- Septiembre 1997 – Ru Ci Jing Cai - Best Of… (茹此精彩十三首 - 新歌加精選 港版) – Versione di Hong Kong
- Noviembre 1997 - Ru Ci Jing Cai - Best Of… (茹此精彩十三首 - 新歌加精選 臺版) – Versione di Taiwán
- Junio 1998 – Wo Yi Ran Ai Ni (Amandoti ancora) (我依然愛你)
- Diciembre 1998 – Ni Shi Zui Ai (L'amore migliore) (你是最ㄞˋ愛)
- Agosto 1999 – Zhen Ai Wu Di (Vittoria) (真愛無敵)
- Septiembre 1999 – Piano Diary (鋼琴記事簿)
- Noviembre 1999 – I’m This Happy (我就是這麼快樂) - Versione in cantonese
- Mayo 2000 – Nan De Hao Tian Qi (難得好天氣)
- Diciembre 2000 – Hua Kai (花開)
- Junio 2001 – Liu Jin Shi Zai - Best Of… (流金十載－許茹芸全記錄)
- Junio 2001 – Single Diary - Best Of… (單身日記－1995-2001)
- Septiembre 2001 – Zhi Shuo Gei Ni Ting (Voglio solo dirti) (只說給你聽)
- Noviembre 2002 – Yun Kai Le (芸開了)
- Junio 2003 – Valen Hsu’s Movie Ballads – Cloud Stay (許茹芸的愛情電影主題曲 - 雲且留住)
- Diciembre 2003 – I love the nights of autumn - Best Of… (我愛夜)
- Febrero 2005 – Valen Hsu - Best Of Classics… (許茹芸 / 國語真經典)
- Abril 2007 – Pleasant to Hear (好聽) - Singolo
- Diciembre 2007 – 66° Pohjoista Leveyttä (北緯六十六度)
- Julio 2009 – My Love Journey 1km (愛·旅行· 一公里)
- Noviembre 2011 - When the Night Falls... Do You Hear (Me) (許茹芸的微醺音樂 你聽見了(我)嗎)
- Octubre 2014 - Miracle (奇蹟)

## Interpretación teatral
- 2003 - Good Wind Like Water - 好風如水 (Zuni Icosahedron)
- 2005 - Fragments d’un Discours Amoureux - 戀人絮語 (Yi Hua Lin Productions)
- 2010 - Turn Left, Turn Right - 幾米 / 向左走向右走 (Based on the book A Chance of Sunshine by Jimmy Liao)

## Películas y televisión
- 2002 - Come to My Place - "來我家吧" Regista: Cheng Ze Niou (Cast: Valen Hsu, F4)
- 2005 - After This Our Exile - "父子" Regista: Patrick Lam (Cast: Aaron Kwok, Charlie Yeung, Valen Hsu)

## Libro
- 2003 - 此時快樂的代價 (Raccolta di poesie brevi)
- 2006 - 五感美人 (Senso di bellezza)
- 2008 - 小心輕放 (Fragile - due libri di poesie brevi)
- 2009 - 我想要和你做朋友 (Voglio essere tuo amico - un libro per la Fondazione Hope)

## Spot publicitario y humanitario
- 1996 - Esprit - Portavoce abbigliamento
- 1998 - AB Call - Servizio cercapersone
- 1998 - Concerto Umanitario ICRT
- 1999 - Head & Shoulders - Spot pubblicitario shampoo (Parte 1 - Taiwán, Singapur ed Hong Kong)
- 1999 - WHO - Corsa umanitaria per il Ruanda
- 1999 - Head & Shoulders - Spot pubblicitario shampoo (Parte 2 - Taiwán, Singapur ed Hong Kong)
- 1999 - Cable & Wireless - Spot pubblicitario telefonía (Hong Kong)
- 2002 - Tai Ping - Spot pubblicitario Soda Crackers (Cina ed Hong Kong)
- 2002 - O Smile - Spot pubblictario biscotti (Taiwán)
- 2003 - Mei Bei Jia - Spot pubblicitario shampoo (Cina)
- 2006 - Portavoce di Chantecaille
- 2006 - Rice Beauty - Spot pubblicitari e portavoce